# 哈米頓氏龜
哈米頓氏龜（Geoclemys hamiltonii），又名黑池龜，是南亞的一種龜，它是池龜屬的單屬種。

## 特徵
哈米頓氏龜的龜殼高企，三行起角。幼龜的後邊有鋸齒，成年的則較疏鬆。頸部後方較前方粗，第一節脊骨前方很少較後方闊，第二及第三節脊骨長闊差不多一樣，幼龜的則較為闊。胸甲很大，兩側起角，前方截去。後葉比龜殼的開口更窄，與龜板的闊度相若。頭部很大，吻短。上顎中央微凹，頜骨的闊度與眼窩的直徑差不多一樣。吻及冠上有一大鱗片覆蓋，上顎有一塊鱗片，眼睛及耳朵之間亦有一塊。腳趾上有蹼，一直伸延到爪上。尾巴極短。龜殼呈深褐色或黑色，有黃色斑點及斑紋。柔軟的部份呈深褐色或黑色，有黃色圓點，在頭部及頸部上的斑點最大。

## 分佈
哈米頓氏龜分佈在巴基斯坦南部、印度東北部及孟加拉。

## 軼事
- 於2015年2月27日，香港海關於一艘魚船上搜出751隻哈米頓氏龜，由香港海關轉交香港漁護署。其中20隻哈米頓氏龜其後再轉交給香港兩棲及爬蟲協會作治療，而其餘七百多隻龜因香港嘉道理農場額滿而無法收留該批龜隻，繼而被漁護署暫時管理，龜隻亦正面臨人道毀滅或染病死亡的風險。香港兩棲及爬蟲協會則呼籲漁護署在龜隻上加上雷射標籤和晶片後轉交公眾領養。[3][4]

## 外部連結
- TIGR Reptile Database上的Geoclemys hamiltonii